# Cavognathidae
Cavognathidae (лат.) — небольшое семейство насекомых из отряда жесткокрылых, насчитывающее 9 видов в составе одного рода Taphropiestes. Личинки и взрослые жуки живут в птичьих гнездах.

## Распространение
Представители семейства распространены в Австралии, Новой Зеландии и Южной Америке.

## Систематика
- - Род: Taphropiestes Harold, 1875
    - Вид: T. australis  Slipinski et Tomaszewska, 2010
    - Вид: T. chathamensis (Watt, 1980)
    - Вид: T. dumbletoni (Crowson, 1973)
    - Вид: T. electus (Broun, 1921)
    - Вид: T. fusca Reitter, 1875
    - Вид: T. magna Slipinski et Tomaszewska, 2010
    - Вид: T. plaumanni Slipinski et Tomaszewska, 2010
    - Вид: T. pullivora (Crowson, 1964)
    - Вид: T. watti Slipinski et Tomaszewska, 2010